# 巴西石油
巴西石油股份有限公司（葡萄牙語：Petróleo Brasileiro S.A.），簡稱巴西石油（Petrobras），是總部設於巴西里约热内卢的跨國石油公司，為該國的國營企業。該公司於2023年的财富世界500强中排列第71，為巴西第1。

## 历史
巴西石油公司在1953年成立，獲巴西總統瓦加斯批准壟斷經營。公司成立的第一年僅日產2700桶，至1997年已達到每天一百萬桶。巴西石油還拓展煉油及油輪，以及領導開發深海石油採探。此公司的普通股（投票權）由巴西政府擁有55.7%股權，除了在巴西證券交易所上市外，還是巴西證交所指數成份股之一。同時有約14%的股份在紐約交易所以美國預託證券型式交易。
巴西石油的36號鑽油平台曾是全球最大的鑽油平台，直到2001年3月15日的一次爆炸事故，該平台於3月20日沉沒。
此公司還拓展巴西以外地區石油產地。現在巴石油已在非洲、北美洲、南美洲、歐洲、亞洲等地的國家有相關業務。
1953年開始，巴西石油研究開發Petrosix油頁岩開采技術。1982年，先導測試設施成功運轉，到了1992年開始正式商業運作。
2005年12月19日，宣佈與日本酒精販賣公司合資成立巴西日本乙醇公司（Brazil-Japan Ethanol），出口燃料乙醇至日本。
2006年4月21日，巴西總統卢拉·达席尔瓦出席巴西石油P-50鑽油平台的啟動儀式，象徵該國的石油供應實現自給自足。
企業社會責任方面，巴西石油對環境、文化、人權等各範疇都有貢獻
2010年9月3日，巴西石油向當地證券監管機構提出申請，計劃發行15.9億股優先股，以及21.7億具投票權的新股，集資最多645億美元；另有超額配股權5.64億股，若全數行使，集資總額多達747億美元，配售定價將於9月23日公佈。集資額中的425億美元，將用作向巴西政府換取開發深海石油儲備的權利，涉及50億桶石油。

## 外部連結
- 葡萄牙語公司網站
- 英語公司網站
- Major oil discovery in Brazil （页面存档备份，存于）